# Nam Phước
Nam Phước là một xã thuộc thành phố Đà Nẵng

## Địa lý
Xã Nam Phước cách trung tâm thành phố Đà Nẵng 28 km về phía nam, cách phường Tam Kỳ 40 km về phía bắc và cách phường Hội An 7 km về phía tây nam, có vị trí địa lý: 
- Phía đông giáp các xã Duy Phước và Duy Thành
- Phía tây giáp các xã Duy Trung và Duy Trinh
- Phía nam giáp huyện Quế Sơn
- Phía bắc giáp thị xã Điện Bàn.

Xã Nam Phước có diện tích 38,85 km², dân số năm 2024 là 53.498 người, mật độ dân số bình quân 1.377 người/km.
Phần lớn trung tâm xã nằm trên trục đường Quốc lộ 1 và các tỉnh lộ 610, 610 B.

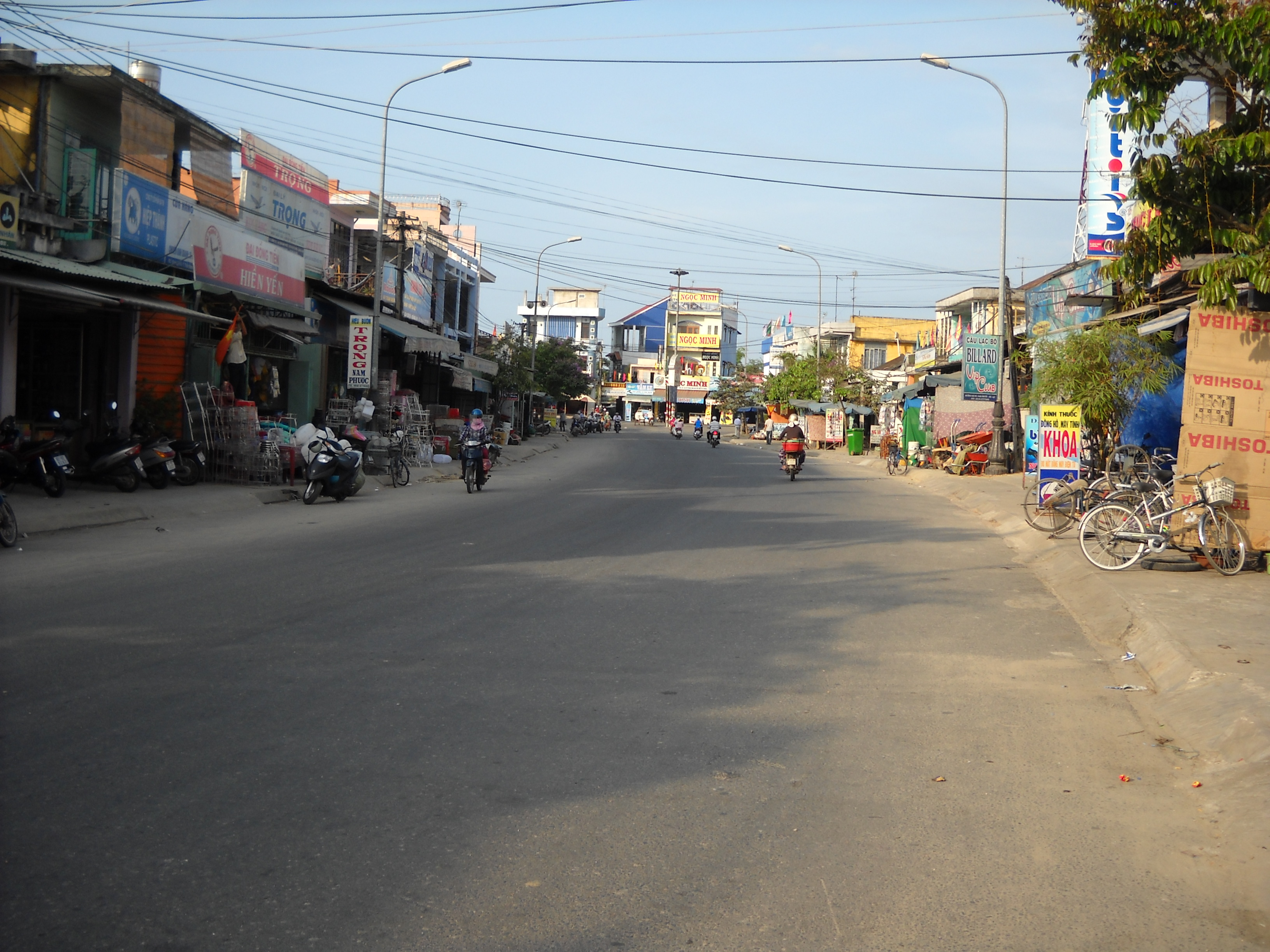
Một con đường tại thị trấn Nam Phước

## Hành chính
Xã Nam Phước bao gồm 10 khối phố: Bình An, Châu Hiệp, Long Xuyên 1, Long Xuyên 2, Mỹ Hòa, Mỹ Xuyên, Phước Mỹ, Phước Xuyên, Xuyên Đông, Xuyên Tây (thuộc thị trấn Nam Phước cũ) và các thôn thuộc xã Duy Phước và xã Duy Vinh cũ.

## Kinh tế - xã hội
Về lao động: Nguồn lao động dồi dào, toàn thị trấn có 12.536 lao động, chiếm 48,02% dân số toàn thị trấn. Trong đó: 
- Lao động Nông nghiệp chiếm 21,20%.
- Lao động Công nghiệp - TTCN chiếm 40,96%.
- Lao động Thương mại - dịch vụ chiếm 37,84%.

Trên địa bàn thị trấn có 2 hợp tác xã tiểu thủ công nghiệp, có 1 trạm y tế, có 02 trường Mẫu giáo, 03 trường tiểu học, 02 trường THCS với đội ngũ giáo viên 245 người và hơn 5.000 học sinh các cấp.
- Trường Tiểu học Số 3 Nam Phước
- Trường Tiểu học Số 2 Nam Phước
- Trường Tiểu học Số 1 Nam Phước
- Trường THCS Chu Văn An
- Trường THCS Trần Cao Vân
- Trường THPT Sào Nam.

## Văn hóa
Trong kháng chiến, thị trấn Nam Phước là quê hương có truyền thống cách mạng lâu đời, đặc biệt trong hai cuộc kháng chiến chống thực dân Pháp và Đế quốc Mỹ, nơi đây là khu căn cứ Cách Mạng cán bộ và nhân dân thị trấn đã kiên cường bám trụ, đánh địch giữ làng, tạo nên những chiến công hiển hách đã xuất hiện những chiến sĩ quả cảm chiến đấu sẵn sàng hy sinh vì nền độc lập của dân tộc, toàn thị trấn có 818 liệt sĩ, 160 bà mẹ được truy tặng, phong tặng Bà mẹ Việt Nam anh hùng (trong đó: có 10 Mẹ còn sống, 150 Mẹ đã từ trần) 259 thương binh, người hưởng chính sách như thương binh và 04 Anh Hùng lực lượng vũ trang.
Thị trấn Nam Phước được Đảng và Nhà nước tặng thưởng 2 lần danh hiệu Anh hùng lực lượng vũ trang nhân dân (lần 1 vào ngày 13/4/1980 và lần 2 vào ngày 22/12/1994).